# Río Arciniega
El río Arciniega (Artziniega en euskera) es un curso de agua del norte de la península ibérica, afluente del río Llanteno. Discurre por las provincias españolas de Burgos y Álava.

## Curso
Discurre por las provincias de Burgos y Álava. El río se incorpora al Llanteno y ambos juntos dan a parar al Gordejuela, que fluye por tierras vizcaínas hasta desembocar en el Cadagua a la altura de la localidad de Sodupe. Aparece descrito en el tomo de la Geografía general del País Vasco-Navarro dedicado a Álava y escrito por Vicente Vera y López con las siguientes palabras:

Río Arciniega.—De escaso caudal, originado por varios arroyuelos, principalmente el que nace en la peña de Retes de Tudela y por otro que tiene su origen en el pozo del territorio de Sojo (ambos en la hermandad de Ayala) y acrecentados con aguas que se vierten de la Sierra Salvada, se juntan cerca de Arciniega, y después de un curso de algo más de dos kilómetros, se une al Llanteno.
(Vera y López, 1915-1921, p. 22)

Las aguas del río acaban vertidas en el mar Cantábrico.